# لويد هاميلتون
لويد هاميلتون (بالإنجليزية: Lloyd Hamilton)‏ هو ممثل أمريكي، ولد في 19 أغسطس 1891 في الولايات المتحدة، وتوفي في 19 يناير 1935 بهوليوود في الولايات المتحدة.

## وصلات خارجية
- لويد هاميلتون على موقع IMDb (الإنجليزية)
- لويد هاميلتون على موقع أول موفي (الإنجليزية)
- لويد هاميلتون على موقع قاعدة بيانات الأفلام السويدية (السويدية)
- لويد هاميلتون على موقع قاعدة بيانات الفيلم (الإنجليزية)